# Schwabhausen (Türingia)
Schwabhausen település Németországban, azon belül Türingiában. Lakosainak száma 765 fő (2023. december 31.).

## Népesség
A település népességének változása:
| Lakosok száma | 773  | 782  | 789  | 778  | 765  |
|               | 2017 | 2019 | 2021 | 2022 | 2023 |